# Datto (Arkansas)
Datto es un pueblo ubicado en el condado de Clay en el estado estadounidense de Arkansas. En el Censo de 2010 tenía una población de 100 habitantes y una densidad poblacional de 57,37 personas por km².

## Geografía
Datto se encuentra ubicado en las coordenadas 36°23′36″N 90°43′42″O / 36.39333, -90.72833. Según la Oficina del Censo de los Estados Unidos, Datto tiene una superficie total de 1,74 km², de la cual 1,74 km² corresponden a tierra firme y (0%) 0 km² es agua.

## Demografía
Según el censo de 2010, había 100 personas residiendo en Datto. La densidad de población era de 57,37 hab./km². De los 100 habitantes, Datto estaba compuesto por el 90% blancos, el 4% eran afroamericanos, el 0% eran amerindios, el 0% eran asiáticos, el 0% eran isleños del Pacífico, el 0% eran de otras razas y el 6% pertenecían a dos o más razas. Del total de la población el 3% eran hispanos o latinos de cualquier raza.